# アントニーノ・バリッラ
アントニーノ・バリッラ（Antonino Barillà、1988年4月1日 - ）はイタリアのサッカー選手。ポジションはMF。SSDモンツァ1912所属。

## 経歴
2006年5月7日のACFフィオレンティーナ戦でセリエAデビュー。
2013年9月2日、UCサンプドリアに期限付き移籍した。
2017年6月19日、契約満了と共にパルマ・カルチョ1913に3年契約で移籍した。
2020年8月25日、SSDモンツァ1912に2年契約で移籍した。